# Monique Adolphe
Pour les articles homonymes, voir Adolphe.
Monique Adolphe, née Platel le 23 juillet 1932 à Paris où elle est morte le 27 juin 2022,, est une scientifique (docteur en pharmacie) et une chercheuse française en biologie cellulaire. Elle a été l'une des précurseurs des cultures cellulaires in vitro et de leurs applications aux tests alternatifs à l'expérimentation animale.

## Biographie
Après son internat de pharmacie à l'Hôtel-Dieu de Paris — et l'obtention de sa thèse de pharmacie (1955) sous la direction de Jean Cheymol —, Monique Adolphe décide de s'orienter en 1960 vers la recherche en biologie. Ses travaux sur les techniques de culture cellulaire sont soutenus en 1969 dans sa thèse d'État de l'université Paris-Descartes sur la caractérisation physiologique comparée des lignées HeLa et L 809 ; elle en sera dès lors une pionnière et diffuseuse en France. Élève de Paul Lechat (1920-2003), elle est un défenseur des méthodes alternatives à l'expérimentation animale en promouvant l'utilisation de méthodes in vitro et le développement de lignées cellulaires,,, tout en reconnaissant leurs limites et la nécessité des études sur les organismes.
Directrice d'études du laboratoire de Pharmacologie cellulaire de l'École pratique des hautes études à partir de 1974 (succédant à Paul Lechat) jusqu'en 1997 (auquel lui a succédé Jean Chambaz), Monique Adolphe est une enseignante qui a formé des dizaines de jeunes scientifiques aux méthodes des cultures cellulaires. L'essentiel de sa carrière scientifique fut consacrée à l'étude de la sénescence cellulaire au regard notamment des variations du cycle cellulaire,,, et à l'étude de la biologie du cartilage et de ses cellules constituantes, les chondrocytes, entre autres au niveau de leur différenciation cellulaire,,,. Elle fonde en 1986, la Société de pharmaco-toxicologie cellulaire (SPTC) dont elle sera la présidente pendant dix ans.
De 1990 à 1994, Monique Adolphe a été la présidente de l'École pratique des hautes études, et de 2009 à 2010, la présidente de l'Académie nationale de pharmacie devenant la première femme à occuper cette fonction depuis la création de la compagnie en 1803.

## Distinctions

### Académies
- Membre titulaire de l'Académie de médecine (élue en 2001)
- Membre honoraire l'Académie nationale de pharmacie (élue en 1984, membre honoraire depuis 2002, vice-présidente en 2008, et présidente en 2009)[19]
- Membre honoraire étranger de l'Académie royale de médecine de Belgique (correspondante 1993, membre honoraire depuis 2003)[3]
- Correspondante étrangère de l'Académie royale de pharmacie d'Espagne[20] (2012)
- Présidente honoraire de la Société de pharmaco-toxicologie cellulaire (présidente de 1987 à 1997[4])
- Présidente honoraire de la Société européenne de culture de tissus (présidente de 1985 à 1987[4])

### Décorations
- Officière de la Légion d'honneur en 2002[21] (chevalier en 1991[3])
- Commandeure de l'ordre national du Mérite[22] (officier en 1996)
- Commandeure de l'ordre des Palmes académiques (officier en 1988[3])

## Ouvrages
- Pharmacologie moléculaire, Yves Cohen  avec la collaboration de Monique Adolphe (et al), éd. Masson, 1978.
- Advances in Physiological Sciences, vol. 10: Chemotherapy, Monique Adolphe, Publisher: Franklin Book Company, Inc, 1979,  (ISBN 0-08023-214-0).
- Culture de cellules animales, Monique Adolphe et Georgia Barlovatz-Meimon, éd. INSERM, 1987.
- Méthodes in vitro en pharmaco-toxicologie, Monique Adolphe et André Guillouzo, éd. INSERM, 1988,  (ISBN 2-85598-350-9).
- Biological Regulations of the Chondrocytes, Monique Adolphe, Publisher: CRC Pr Llc, 1992,  (ISBN 0-84936-733-6).
- Culture de cellules animales, Georgia Barlovatz-Meimon et Monique Adolphe, éd. INSERM, 2003,  (ISBN 2-85598-753-9).